# Черешневий провулок (Мелітополь)
Черешневий провулок — вулиця в Мелітополі в історичному районі Новий Мелітополь. Йде від Залізничного провулка до Будівельної вулиці. Забудована приватними будинками.

## Назва
Назва Черешневого провулка пов'язана з репутацією Мелітополя як міста садів і меду (грецькою «Мелітополь» означає медове місто).

## Історія
Перша відома згадка провулка відноситься до 17 січня 1939 року, коли він носив назву провулок Чапаєва, на честь
Василя Івановича Чапаєва, російського військового діяча, учасника встановлення радянської влади в Росії.
В 2016 року в ході декомунізації провулок перейменований на Черешневий провулок. Одночасно сусідня вулиця Чапаєва була перейменована на Черешневу вулицю.